# Lazarići
Lazarići (en italien : Villa Lazzari) est une localité de Croatie située en Istrie, dans la municipalité de Kršan, dans le comitat d'Istrie. En 2001, la localité comptait 97 habitants.

## Démographie
| 1948 | 1953 | 1961 | 1971 | 1981 | 1991 | 2001 |
| ---- | ---- | ---- | ---- | ---- | ---- | ---- |
| 253  | 270  | 235  | 190  | 144  | 120  | 97   |